# Wilhelm Hauchecorne
Heinrich Lambert Wilhelm Hauchecorne, född 13 augusti 1828 i Aachen, död 15 januari 1900 i Berlin, var en tysk geolog.
Hauchecorne blev 1866 bergsråd och chef för Bergsakademien i Berlin, 1873 chef för geologiska riksanstalten och 1875 för den då därmed förenade Bergsakademien. Tillsammans med Heinrich Ernst Beyrich ledde han utgivningen av de internationella geologiska kartorna över Europa och Preussens geologiska utforskning och kartläggning. Mineralet hauchecornit har uppkallats efter honom.